# قيمة البروكسيد
قيمة البروكسيد من الزيت أو الدهون يستخدم كمقياس لمدى التزنخ الذي حدث أثناء التخزين. هناك أساليب أخرى لكن قيمة البروكسيد هي الأكثر استخداماً.في روابط ثنائية تلعب الدهون والزيوت دوراً في الأكسدة التلقائية. الزيوت مع درجة عالية من التشبّع هي الأكثر عرضة للتأكسد التلقائي. أفضل اختبار للتأكسد التلقائي هو تحديد قيمة البركسيد.فهو وسيط في تفاعل التأكسد التلقائي.
التأكسد التلقائي هو تفاعل جذري حر يحوي الأكسجين الذي يؤدي إلى تدهور الزيوت والدهون وبالالي صدور روائح ونكهات.
قيمة البروكسيد أو تركيز البروكسيد في الزيت مفيد لتقييم مدى التلف.
تعرف قيمة البروكسيد على أنها كمية أكسجين في كيلوغرام واحد من الدهون. تقليدياً كان هذا التعبير من وحدات مكافئ الميلي ،على الرغم من أننا لو استخدمنا نظام الوحدات الدولي فإن الاختيار المناسب هو كمية الميلي مول للكيلوغرام الواحد.(ملاحظة:1مكافئ الميلي=2ميلي مول)لاحظ أيضاً أن المكافئ الميلي milliequivalent يختصر إلى مكافئ مل mequiv.

## الأسلوب
تتحدد قيمة البروكسيد من خلال قياس كمية اليود الذي يتكون من خلال تفاعل البروكسيدات (التي تشكلت في الزيوت أو الدهون) مع أيون اليوديد.
2I.+H2O+ROOH->ROH+2OH.+I2
لاحظ أن أساس المعادلة يؤخذ من فائض حمض الخليك الناتج . و يعاير اليود المتحرر مع ثيوكبريتات الصوديوم.
2S2O3−2+I2->S4O6−2+2I.
في الوسط الحمضي (حمض الخيك الزائد) يمنع تشكل hypoiodite (مشابهة لهيبوكلوريت) التي من شأنها أن تتداخل مع التفاعل.
المؤشر المستخدم في هذا التفاعل هو المحلول النشوي حيث شكّل الأميلوز محلول بين السواد والازرقاق مع اليود وعديم اللون عندما يعاير اليود.
يجب مراعاة إضافة مؤشر محلول النشاء فقط بالقرب من نقطة النهاية (الاقتراب من نقطة النهاية عندما يبدأ اليود بالتحول إلى لون مصفر) لأنه عند تركيز عال لنشاء اليود في المؤشر يؤدي لانحلال كبير في المواد المستخدم فيها لا يمكن التراجع عنه كلّياً.
و

## التذوّق
قيمة البروكسيد وزناخة الطعم ترتبط بنوع الزيت وأفضل نتائج اختبار تكون باستخدام لوحات التذوق. النكهات والروائح المرتبطة بالتزنخ التأكسدية النموذجية يرجع في معظمه إلى نوع من المركبت هو الكربونيل. السلسلة الأقصر للألدهيد الكيتون المعزولة عن فساد الدهون بسبب الانشطار الأكسيدي والارتباط من جديد في مراحل متقدمة من الأكسدة.مركبات الكربونيل من النوع الذي ينشأ بتركيزات قليلة في وقت مبكر من الأكسدة.
قيم البروكسيد للزيوت الصالحة تكون أقل من 10 milliequivalents / كغ وبين 30-40 ينتج رائحة كريهة مكن ملاحظتها.